# Iglesia de la Natividad (Duruelo)
La iglesia de la Natividad es un templo católico del municipio español de Duruelo, en la provincia de Segovia.

## Descripción

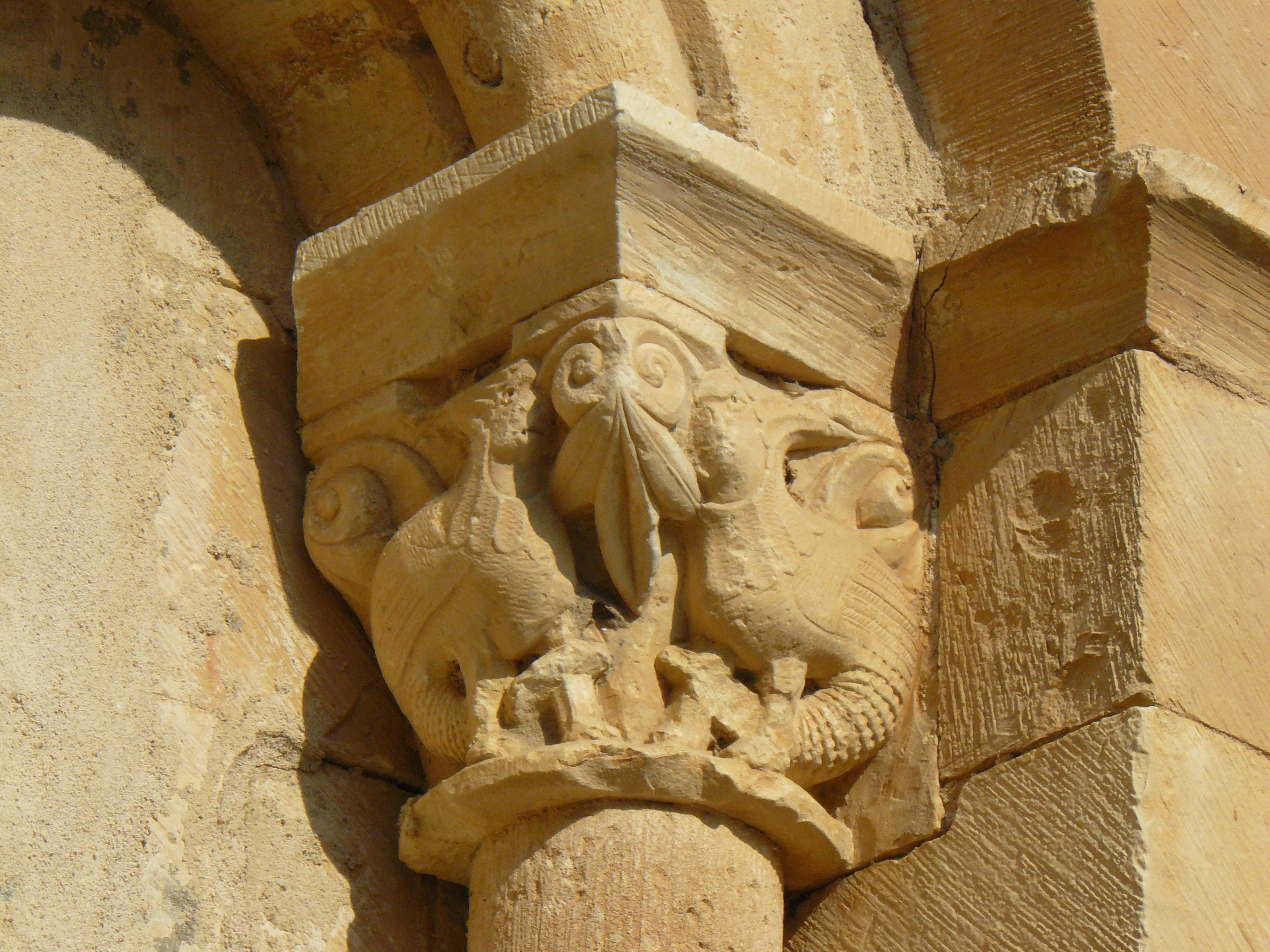
Capitel románico en el ábside

Se encuentra en la localidad segoviana de Duruelo, en Castilla y León.
El 24 de septiembre de 1982, el inmueble fue declarado monumento histórico-artístico de carácter nacional, mediante un real decreto publicado el 15 de noviembre de ese mismo año en el Boletín Oficial del Estado, con la rúbrica del rey, Juan Carlos I, y de la entonces ministra de Cultura, Soledad Becerril Bustamante. En la actualidad cuenta con el estatus de Bien de Interés Cultural.